# Flying Saucer Working Party
Flying Saucer Working Party (tạm dịch: Tổ Công tác Đĩa bay, viết tắt FSWP) là tên gọi cuộc "nghiên cứu chính thức về UFO" đầu tiên của Bộ Quốc phòng Vương quốc Liên hiệp Anh (MOD), có nguồn gốc từ một nghiên cứu được ủy nhiệm vào năm 1950 bởi Cố vấn trưởng Khoa học của MOD, nhà khoa học radar nổi tiếng Sir Henry Tizard. Do sự khăng khăng của ông rằng không nên bỏ qua những vụ chứng kiến UFO mà không có một số hình thức nghiên cứu khoa học thích hợp, Bộ đã thiết lập những gì mà nhà văn Nick Pope từng mô tả là "ủy ban được cho là kỳ diệu nhất trong lịch sử của nền công vụ".

## Thiết lập
Flying Saucer Working Party được thành lập vào tháng 10 năm 1950 bởi Cố vấn trưởng Khoa học của Bộ Quốc phòng Sir Henry Tizard, người cảm thấy rằng các báo cáo về UFO không nên bị gạt ra khỏi tầm tay mà không cần nghiên cứu nghiêm túc. Ông đã ủy quyền hợp lệ cho việc thành lập một nhóm nghiên cứu nhỏ để xem xét hiện tượng này. Báo cáo cuối cùng của nhóm, được xuất bản vào tháng 6 năm 1951, rồi MOD đem phát hành cho giới nghiên cứu UFO, Tiến sĩ David Clarke và Andy Roberts vào năm 2001, theo các yêu cầu được đưa ra dựa trên Quy tắc Thực hành về Tiếp cận Thông tin Chính phủ.
Nhóm đưa ra kết luận rằng tất cả các báo cáo mà họ nghiên cứu có thể được giải thích bằng một hoặc nhiều nguyên nhân sau: hiện tượng thiên văn hoặc khí tượng; xác định sai máy bay, bóng bay, chim và những thứ tương tự; ảo ảnh quang học và ảo tưởng tâm lý; trò lừa bịp có chủ ý. Báo cáo kết thúc: "Chúng tôi cực lực đề nghị rằng không cần điều tra thêm về các hiện tượng không trung bí ẩn như báo cáo cam đoan làm được, trừ khi và cho đến khi sẵn có một số bằng chứng vật chất."
Một bình luận và phân tích chi tiết về tài liệu này có thể được tìm thấy tại trang web Real UFO Project bao gồm bản scan các báo cáo và tài liệu liên quan.